# Gergő Imre
Körmendi Gergő Imre, születési és 1886-ig használt nevén Grünbaum Imre (Körmend, 1877. február 14. – Budapest, 1933. szeptember 28.) sebész, főorvos, egyetemi magántanár.

## Életpályája
Gergő (Grünbaum) Sámuel (1844–1928) honvéd ezredorvos, Vas vármegye tiszteletbeli főorvosa és Krtschma Karolina (1850–1934) fiaként született zsidó családban. 1887. augusztus 25-én Sopronban kikeresztelkedett a római katolikus vallásra. Középiskolai tanulmányait Grazban és a Kegyes-tanítórendiek vezetése alatt álló Veszprémi Római Katolikus Főgimnáziumban végezte (1891–1895). Egyetemi éveit a Budapesti Tudományegyetem Orvostudományi Karán, a Berlini Egyetemen és Heidelbergben töltötte. 1900 novemberétől kinevezték a II. sz. Kórbonctani Tanszék mellé díjtalan gyakornoknak, 1901 szeptemberétől ugyanott díjas gyakornoknak. A következő évtől a Belgyógyászati Kóroda díjazatlan gyakornoka lett Korányi Frigyes mellett. 1902-ben a Dollinger Gyula vezetése alatt álló I. sz. Sebészeti Műtőintézethez került, ahol műtőnövendék, 1911-től első tanársegéd lett. Időközben ismét egyetemi tanulmányokat kezdett, 1905-től a Bölcsészettudományi Kar hallgatója volt. 1913-ban a Sebészeti diagnosztika és vizsgálati módszerek című tárgykörből egyetemi magántanári képesítést szerzett. Ugyanebben az évben mutatta be a Magyar Sebésztársaság Nagygyűlésén találmányát, a „Röntgen-automobilt”. A balkáni háborúban állandóan nagy hiányát érezték a röntgenfelszerelésnek, ezért olyan röntgenkészüléket tervezett, melyhez az elektromos áramot maga az autó szolgáltatta.
1914 januárjától az I. Sebészeti Klinika röntgenlaboratóriumát vezette. Az első világháború idején előbb mint ezredorvos, 1915-től törzsorvos, majd 1917-ben történt kinevezése után mint honvédfőtörzsorvos teljesített szolgálatot. Az északi harctéren önálló sebészcsoport parancsnoka és vezetősebésze volt. Működött az összes fronton, majd a Magyar Vöröskereszt Egylet legnagyobb tábori kórházának, a Magyar Vöröskereszt Egylet marosvásárhelyi sebészcsoportjának parancsnokságát vette át. 1917-ben József főherceg harcvonalának sebészeti tanácsadója lett. A háborút követően a kormány külföldre küldte rokkantügyek tanulmányozása céljából. Hazatérése után a budapesti Zander és Pszichikai Gyógyintézet igazgató-társtulajdonosa lett, illetve ortopédsebészetét vezette. 1924-ben megvált az intézménytől és rendelését a Ferenc József rakpart 17. szám alatt folytatta. Utolsó éveiben a Szent László Kórház sebészfőorvosa volt. Megalapította a Magyar Röntgen Társaságot, s két éven át elnöki tisztségét is betöltötte. Önálló tudományos dolgozatai, kísérleti tanulmányai megjelentek bel- és külföldi szaklapokban.
Ötvenöt éves korában Baross utca 10. szám alatt levő lakásán hirtelen rosszul lett. Agyvérzést kapott. A Herzog-klinikára vitték, de három nappal később elhunyt. Holttestét Körmendre szállították, az ottani családi kriptában helyezték örök nyugalomra.
Első felesége Hancsel Irma volt, akivel 1913. december 15-én Budapesten kötött házasságot. 1922-ben elváltak. Második házastársa Szibenliszt Kornélia volt, akitől szintén elvált.

## Művei
- A malaria-parasiták endogen fejlődési menete, észlelt esetek kapcsán. (Orvosi Hetilap, 1903, 40–43.)
- A combcsont veleszületett hiányáról (phokomelia). (Orvosi Hetilap, 1906, 13.)
- A plastikus x-sugaras képek tudományos és gyakorlati értéke. (Orvosi Hetilap, 1907, 16–21.)
- A normális állati vérsavó gyógyító hatásáról genyes folyamatokra. Fejes Lajossal. (Orvosi Hetilap, 1911, 5–7.)
- Emphysema subcutaneum laparotomiák után. (Orvosi Hetilap, 1911, 42.)
- A szövetek és szervek transplantatiójának mai állása. (Orvosi Hetilap, 1913, 15–17.)
- Új szerkezetű sín czombtörések rögzítésére. (Orvosi Hetilap, 1915, 38.)

## Díjai, elismerései
- Koronás arany érdemkereszt (1915)
- Ferenc József-rend lovagkeresztje a katonai érdemkereszt szalagján (1916)[12]
- Magyar Vöröskereszt hadiékítményes tiszti díszjelvénye (1917)
- Vaskorona-rend III. osztálya hadidíszítménnyel és kardokkal (1918)[13]